# فريال غزول
فريال جبوري غزول (مواليد الموصل سنة 1939) باحثة وناقدة ومترجمة عراقية مرموقة. تلقت فريال تعليمها في العراق ولبنان وبريطانيا وفرنسا والولايات المتحدة. حصلت على درجة الدكتوراه في الأدب المقارن من جامعة كولومبيا عام 1978. تشغل حاليًا منصب أستاذ ورئيس قسم اللغة الإنجليزية والأدب المقارن بالجامعة الأمريكية بالقاهرة.

## مسيرتها البحثية
بصفتها باحثة، تمتلك غزول عددًا من المنشورات المهمة، لا سيما موسوعة الكاتبات العربيات: دليل مرجعي نقدي، 1873-1999 (2008) والتي شاركت في تحريرها مع رضوى عاشور وحسناء رضا مكداشي. تم اختيار الكتاب من قبل مجلة «اختبار» كواحد من المنشورات الأكاديمية المتميزة لذلك العام. من بين أعمالها أيضا، ألَّفت غزول كتاب «الشعر الليلي: الليالي العربية في سياق مقارن» (مطبعة الجامعة الأمريكية بالقاهرة، 1996). اهتماماتها البحثية الرئيسية هي الأدب المقارن ودراسات ما بعد الاستعمارية، وقد كتبت العديد من المقالات العلمية ومراجعات الكتب وفصول الكتب حول هذه الموضوعات. وهي المحرر المؤسس لـ ألف: مجلة البلاغة المقارنة، إحدى المجلات الرائدة في الجامعة الأمريكية بالقاهرة.
وتُعدّ غزّول من أوائل النقاد العرب الذين تمثلوا النظريات النقدية الغربية الحديثة، البنيوية وما بعد البنيوية، وحاولوا تقديم قراءة جديدة للتراث السردي العربي، في ضوئها، وأسهموا في تشكيل وعي جديد بالأدب والنقد العربي.

## كمترجمة
كمترجمة أدبية، فازت غزول بجائزة أركنساس للترجمة العربية. فازت غزول مع شريكها في الترجمة جون فيرلندن بجائزة لترجمتهما رباعيات الفرح للشاعر المصري محمد عفيفي مطر. كما قام الثنائي بترجمة رواية إدوار خراط الكلاسيكية «رامة والتنين»، وفي يوليو 2010 حصلا على منحة قدرها 100 ألف دولار من الوقف الوطني للعلوم الإنسانية لترجمة أعمال الشاعر البحريني قاسم حداد. إلى جانب ترجمة قدر كبير من الشعر العربي، قامت غزول بترجمة أعمال نقدية من الإنجليزية والفرنسية إلى العربية. فيما يلي قائمة بالأنواع المختلفة وبعض المؤلفين الذين ترجمت أعمالهم حتى الآن:
- شعر: محمد عفيفي مطر، محمد سليمان، قاسم حداد، فدوى طوقان، مريد البرغوثي، جبرا جبرا، سامي مهدي، أدونيس، محمود درويش، عبد المنعم رمضان، أمل دنقل، إبراهيم نصر الله، أنطون شماس، نازك الملائكة.
- رواية: إدوار الخراط
- قصة قصيرة: أنيتا ديساي
- السيرة الذاتية: محمد عفيفي مطر
- النظرية النقدية: إدوارد سعيد، عبد الوهاب المؤدب، لويس ألتوسير، بول ريكور، تشارلز ساندرز بيرس، مايكل ريفاتير
- مقالات: إبراهيم الكوني، أحلام مستغانمي، أليفة رفعت، عبده وازن، سعدي يوسف
- حوارات: إدوارد سعيد

## أعمالها
هذه قائمة ببعض من أبرز مؤلفاتها وترجماتها عن اللغات الأخرى:
- طفولة: بين الإبداع والتلقي، الجامعة الأمريكية في القاهرة، 2007.[5]
- النص الإبداعي ذو الهوية المزدوجة: مبدعون عرب يكتبون بلغات أجنبية، الجامعة الأمريكية في القاهرة، 2000.[6]
- الجنس والمعارف: صياغة المعارف بين التأنيث والتذكير، الجامعة الأمريكية في القاهرة، 1999.[7]
- الظاهرة الشعرية، قسم الأدب الإنجليزي والمقارن وقسم النشر بالجامعة الأمريكية، 2001.[8]
- الفلسطينيون والأدب المقارن، الهيئة العامة لقصور الثقافة، القاهرة، 2000.[9][10]
- الفاجعة والذاكرة، الجامعة الأمريكية في القاهرة، 2010.[11]
- حفريات الأدب: اقتفاء الأثر القديم في الجديد، الجامعة الأمريكية في القاهرة، 2004.[12]
- فتح أمريكا: مسألة الآخر[13]
- الريادة في الرواية: ثلاثية الخراط، الهيئة العامة لقصور الثقافة، القاهرة، 2018.[14]
- الأدب والمقدس، الجامعة الأمريكية في القاهرة، 2003.[15]
- لغة الذات: السير الذاتية والشهادات، الجامعة الأمريكية في القاهرة، 2002.[16]
- السينمائية العربية: نحو الجديد والبديل، الجامعة الأمريكية في القاهرة، 1995.[17]
- ابن رشد والتراث العقلاني في الشرق والغرب، الجامعة الأمريكية في القاهرة، 1996.[18]
- تجارب الشعر في مصر منذ السبعينات، الجامعة الأمريكية في القاهرة، 1991.[19]
- حقوق الإنسان والشعوب في الأدب والعلوم الإنسانية، الجامعة الأمريكية، 1993.[20]
- أدب الأنثروبولوجيا في أفريقيا، الجامعة الأمريكية، 1997.[21]
- الماركسية والخطاب النقدي، الجامعة الأمريكية في القاهرة، 1990.[22]
- المجاز والتمثيل في العصور الوسطى، الجامعة الأمريكية، 1992.[23]
- خطاب ما بعد الكولونيالية في جنوب آسيا، الجامعة الأمريكية، 1998.[24]
- الذات والآخر: مواجهة، 1983.[25]
- إشكاليات الزمان، الجامعة الأمريكية، 1989.[26]
- العالم الثالث: الأدب والوعي، 1987.[27]
- الفلسفة والأسلوبية، 1981.[28]
- البعد الصوفي في الأدب، 1985.[29]